# Patrik Gedeon
Patrik Gedeon (* 19. Juli 1975 in Chomutov) ist ein tschechischer Fußballspieler.

## Vereinskarriere
Patrik Gedeon spielte in seiner Jugend für TJ VTŽ Chomutov. 1994 wechselte er für ein halbes Jahr zum VTJ Karlovy Vary um dort seinen Wehrdienst abzuleisten und kehrte anschließend nach Chomutov zurück.
1995 wurde der Mittelfeldspieler vom damaligen Zweitligisten Chmel Blšany verpflichtet, dem er 1998 zum Aufstieg in die 1. Liga verhalf. In Blšany gehörte Gedeon zu den Leistungsträgern. In der Saison 2000/01 gelangen ihm sieben Tore in 28 Spielen, woraufhin er für 12 Millionen Kronen von Slavia Prag verpflichtet wurde. Auch dort gehörte Gedeon zu den besten Spielern und wurde am 20. November 2003 zum ersten Mal in der Tschechischen Nationalmannschaft eingesetzt. 
In der Saison 2003/04 zog er sich einen Kreuzbandriss zu und kam auf nur sechs Einsätze. In der Folge konnte er nicht mehr an seine alte Form anknüpfen und wechselte zum FC Vaduz in die Challenge League. Im Sommer 2006 wurde Gedeon auf Leihbasis vom polnischen Erstligist Wisła Płock verpflichtet. Im September 2007 löste er seinen Vertrag auf und schloss sich seinem ehemaligen Klub Chmel Blšany an, der mittlerweile in der dritten tschechischen Liga spielt. Am 15. Februar 2008 wechselte Gedeon zum FK Siad Most in die Gambrinus Liga. Im Sommer 2008 stand Gedeon kurz vor einem Wechsel zum FK Viktoria Žižkov, ging dann jedoch zum Zweitligisten FK Dukla Prag. Bei Dukla gehört der Routinier zu den Führungsspielern, in zwei Jahren kam er auf 51 Einsätze, in denen ihm ein Tor gelang.

## Nationalmannschaft
Patrik Gedeon spielte in drei Freundschaftsspielen für die Tschechische Nationalmannschaft: am 20. November 2002 beim 3:3 gegen Schweden in Teplice, am 12. Februar 2003 beim 2:0 gegen Frankreich in Paris und am 30. April 2003 beim 4:0 gegen die Türkei in Teplice.